# Correos

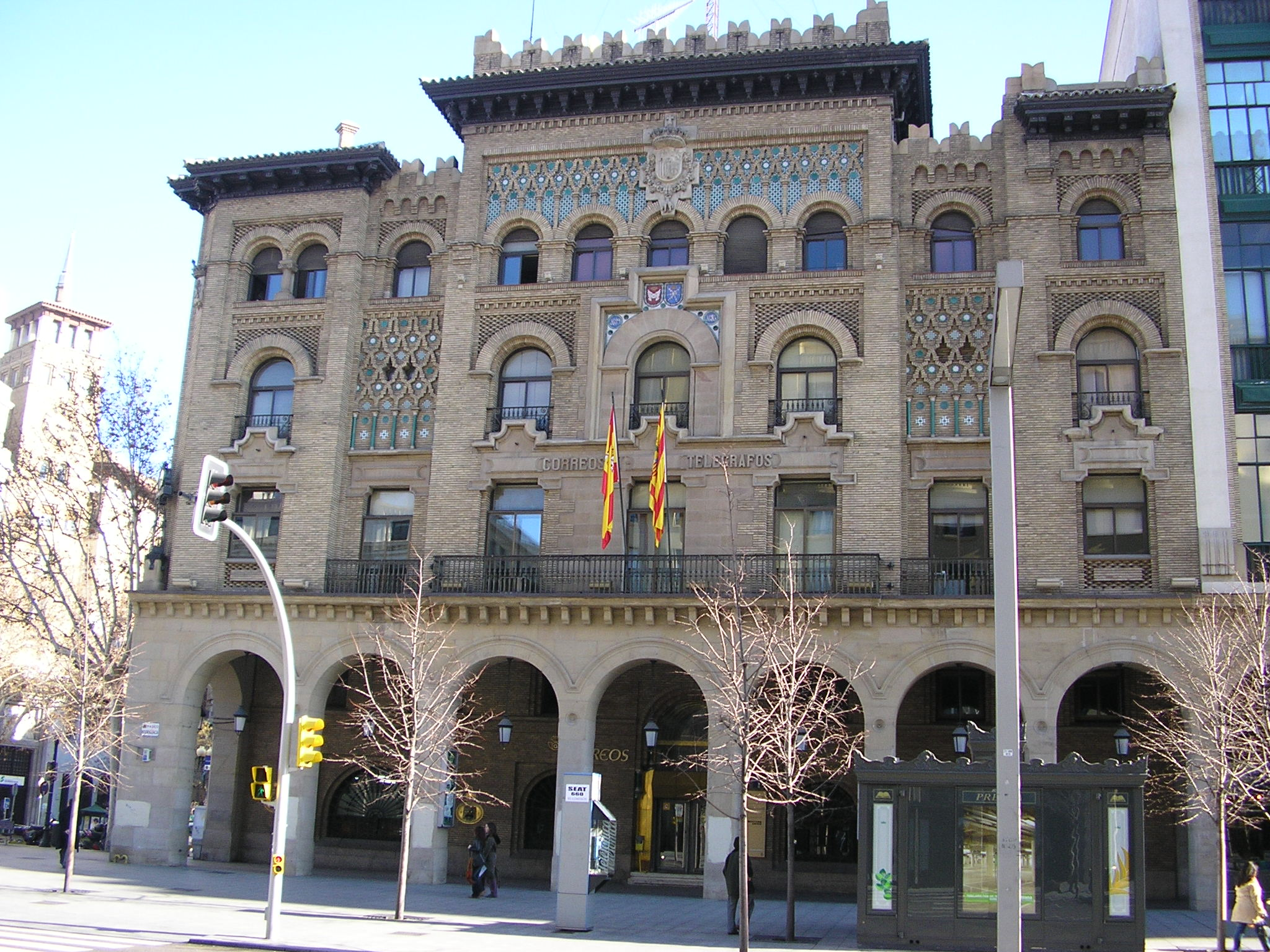
Поштовий офіс у Сарагосі

Sociedad Estatal de Correos y Telégrafos, S.A., або Correos — національна поштова служба Іспанії, визнана Всесвітнім поштовим Союзом. Компанія на 100 % належить державі, державній промисловій холдинговій компанії.
Тут працює 63,000 співробітників, щороку надсилається 5,4 млрд поштових повідомлень. Correos — одна з найбільших поштових служб світу. Базується в Мадриді і має понад 10 000 поштових центрів по всій Іспанії.

## Історія

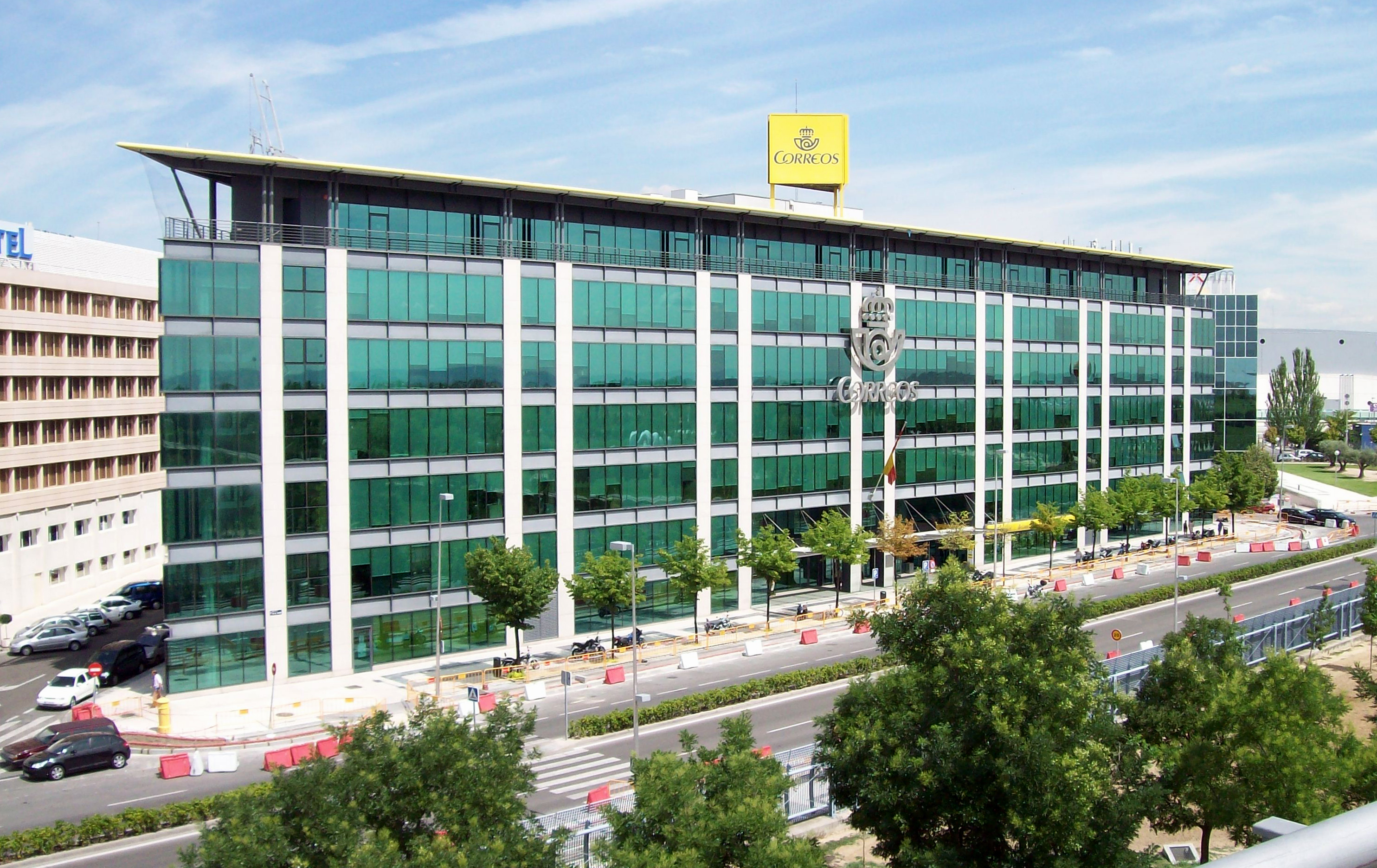
У штаб-квартирі (Мадрид)

Великим досягненням поштового зв'язку XIX століття було винахід поштової марки як оплати доставки. В Іспанії марка була введена в дію 1 січня 1850-го. Це були п'ять перших урядових марок з номіналами від 6 чвертей для простих листів до 10 реалів для посилок. На всіх було зображено погруддя королеви Вікторії. Остаточна реорганізація пошти прийшла 1889 року — тоді створили штат поштових працівників, організований пірамідально.
Одночасно з реформами середини XIX століття ліберальні уряди запустили телеграфний зв'язок. За прикладом Франції, в Іспанії було запущено лінію оптичної телеграфії між 1844 та 1855 роками, виключно для державного користування. В кінці століття в Іспанії працювало 1500 відділень телеграфу, відкритих для людей. Ця система перевернула світ комунікацій, скоротивши час передачі повідомлень до кількох хвилин.

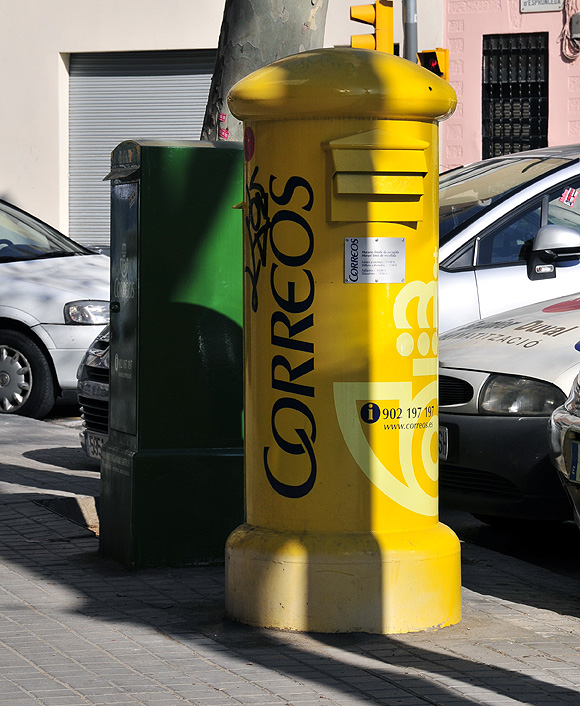
Типовий Формат поштової скриньки Correos, встановлений по всій Іспанії

З масовою появою автомобілів і літаків значно прискорилась швидкість доставки поштової кореспонденції. 1899 року в провінції Наварра відкрито першу автомобільну доставку листів. А вже за сім років центральний уряд Мадриду мав 16 транспортних засобів для доставки пошти. 1919 року було створено Іспанську авіапоштову службу, що з'єднала Барселону, Аліканте, Малагу, Севілью Лараше, Барселону, Пальма-де-Майорку Малагу, Мелілью. Однак, залізниця залишалась основним засобом перевезення листів і посилок по всьому півострову до 1993 року, коли поїзди поступились місцем автомобільному транспорту.